# Gertrude di Brunswick
Gertrude di Brunswick (1060 circa – 9 dicembre 1117) è stata una nobildonna tedesca, contessa di Katlenburg dal matrimonio con Teodorico II, conte di Katlenburg, margravia di Frisia dal matrimonio con Enrico, margravio di Frisia e margravia di Meißen dal matrimonio con il margravio Enrico I.
Fu reggente della contea di Katlenburg durante la minore età di suo figlio Teodorico III di Katlenburg e come reggente della contea di Northeim durante la minore età di suo figlio Ottone III di Northeim. Fu anche una delle guide delle insurrezioni contro l'imperatore Enrico IV e suo figlio Enrico V.

## Biografia

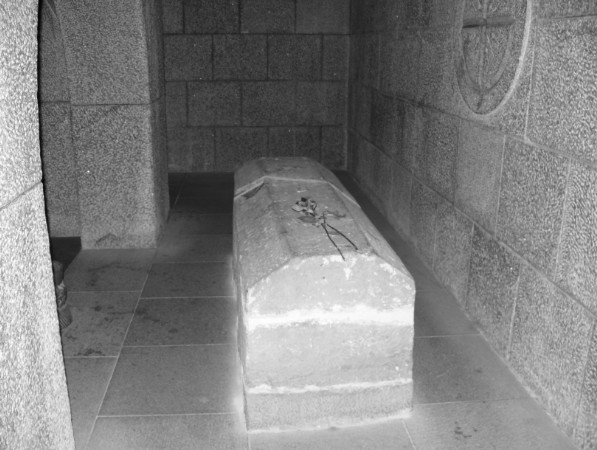
Tomba di Gertrude nella cattedrale di Braunschweig

Gertrude era l'unica figlia del margravio Egberto I di Meißen († 1068) e di Immilla di Torino († 1078), e come tale membro della dinastia dei Brunonidi. Fu quindi una pronipote di Gisella di Svevia, regina tedesca e imperatrice consorte dal 1024 al 1043.

### Katlenburg
Fu sposata con il conte Teodorico II di Katlenburg († 1085). Nel 1090, dopo la morte senza figli del fratello maggiore il margravio Egberto II di Meißen, l'ultimo dei Brunonidi maschi, ereditò la sede ancestrale di Braunschweig in Sassonia. Quando suo marito morì, fece il reggente per il figlio Teodorico III.

### Frisia
Intorno al 1086 Gertrude si sposò di nuovo, questa volta con il conte di Enrico di Northeim († 1101), che fu nominato margravio di Frisia nel 1099. La figlia Richenza di Northeim († 1142) sposò Lotario II di Supplimburgo, duca di Sassonia e futuro imperatore dei Romani. Ricevette il seggio dei Brunonidi a Braunschweig. Dopo la morte di Enrico nel 1101, Gertrude divenne nuovamente reggente, questa volta per il suo secondo figlio, il conte Ottone III di Northeim.

### Meißen
Il terzo marito di Gertrude era il rampollo di Wettin, Enrico I († 1103), margravio di Meißen dal 1089. Il loro figlio, Enrico II, nacque dopo la sua morte nel 1103. Ella fu una delle guide delle insurrezioni contro l'imperatore Enrico IV e suo figlio Enrico V. Protesse gli interessi dei suoi figli e il margravio Enrico II; in seguito assicurò l'autorità Wettin su Meißen.